# 野方駅
野方駅（のがたえき）は、東京都中野区野方六丁目にある西武鉄道新宿線の駅。駅番号はSS07。

## 歴史
- 1927年（昭和2年）4月16日 - 開業。
- 1983年（昭和58年）
  - 4月14日 - 新駅舎使用開始[1]。
  - 8月11日 - 跨線橋使用開始。同日、構内踏切廃止[2]。
- 2006年（平成18年）9月23日 - 新宿線運行管理システムの更新に伴い、ホームに設置されたLED式発車標の使用を開始。
- 2009年（平成21年）4月 - 国土交通省の鉄道駅総合改善事業として駅舎改良工事開始。事業主体は第三セクターの野方駅整備株式会社[3]。
- 2010年（平成22年）
  - 3月28日 - 駅舎改良工事の一部が完了し、南口を除く新駅舎の供用を開始[4]。南口側には仮設階段を設置。
  - 11月15日 - 新駅舎南口の供用開始。

## 駅構造
島式ホーム1面2線の地上駅で、南北自由通路を兼ねた橋上駅舎を有する。新宿線の各駅停車のみの停車駅では唯一島式ホームを持つ駅である。ホーム有効長は8両編成分である。
ホームと改札階、および改札階と地上の間をそれぞれ連絡するエレベーター・エスカレーターが設置されている。2010年3月28日より、新たに北口が開設され、同時に新駅舎の供用を開始した。南口は同年10月に完成し、南口の駅前広場は同年12月より使用を開始した。
ホーム幅員の都合上、階段・上りエスカレーター・下りエスカレーターは個別に設置されている。
トイレは改札内コンコースに設置され、多機能トイレを併設する。

### のりば
| ホーム | 路線   | 方向 | 行先                   |
| ------ | ------ | ---- | ---------------------- |
| 1      | 新宿線 | 下り | 所沢・本川越・拝島方面 |
| 2      | 新宿線 | 上り | 高田馬場・西武新宿方面 |

## 利用状況
2024年（令和6年）度の1日平均乗降人員は23,415人であり、西武鉄道全92駅中43位であり、新宿線の各駅停車しか停まらない駅としては中井駅に次いで多い。
近年の1日平均乗降・乗車人員の推移は下記の通りである。
| 年度               | 1日平均 乗降人員 | 1日平均 乗車人員 | 出典     |
| ------------------ | ---------------- | ---------------- | -------- |
| 1990年（平成02年） |                  | 14,427           | [ * 1 ]  |
| 1991年（平成03年） |                  | 14,396           | [ * 2 ]  |
| 1992年（平成04年） |                  | 13,992           | [ * 3 ]  |
| 1993年（平成05年） |                  | 13,756           | [ * 4 ]  |
| 1994年（平成06年） |                  | 13,315           | [ * 5 ]  |
| 1995年（平成07年） |                  | 13,082           | [ * 6 ]  |
| 1996年（平成08年） |                  | 12,879           | [ * 7 ]  |
| 1997年（平成09年） | 25,195           | 12,641           | [ * 8 ]  |
| 1998年（平成10年） | 24,216           | 12,230           | [ * 9 ]  |
| 1999年（平成11年） | 23,829           | 12,041           | [ * 10 ] |
| 2000年（平成12年） | 23,800           | 11,989           | [ * 11 ] |
| 2001年（平成13年） | 23,463           | 11,801           | [ * 12 ] |
| 2002年（平成14年） | 23,024           | 11,534           | [ * 13 ] |
| 2003年（平成15年） | 22,675           | 11,342           | [ * 14 ] |
| 2004年（平成16年） | 22,258           | 11,112           | [ * 15 ] |
| 2005年（平成17年） | 21,885           | 10,923           | [ * 16 ] |
| 2006年（平成18年） | 22,121           | 11,066           | [ * 17 ] |
| 2007年（平成19年） | 22,415           | 11,221           | [ * 18 ] |
| 2008年（平成20年） | 22,486           | 11,252           | [ * 19 ] |
| 2009年（平成21年） | 22,154           | 11,066           | [ * 20 ] |
| 2010年（平成22年） | 21,900           | 11,000           | [ * 21 ] |
| 2011年（平成23年） | 21,844           | 10,986           | [ * 22 ] |
| 2012年（平成24年） | 22,549           | 11,315           | [ * 23 ] |
| 2013年（平成25年） | 22,941           | 11,542           | [ * 24 ] |
| 2014年（平成26年） | 22,929           | 11,521           | [ * 25 ] |
| 2015年（平成27年） | 23,629           | 11,861           | [ * 26 ] |
| 2016年（平成28年） | 24,441           | 12,252           | [ * 27 ] |
| 2017年（平成29年） | 25,056           | 12,564           | [ * 28 ] |
| 2018年（平成30年） | 25,522           | 12,805           | [ * 29 ] |
| 2019年（令和元年） | 25,560           | 12,809           | [ * 30 ] |
| 2020年（令和02年） | 18,888           |                  |          |
| 2021年（令和03年） | 19,979           |                  |          |
| 2022年（令和04年） | 21,546           |                  |          |
| 2023年（令和05年） | 22,400           |                  |          |
| 2024年（令和06年） | 23,415           |                  |          |

## 駅周辺
駅の南北には商店街が広がっている。

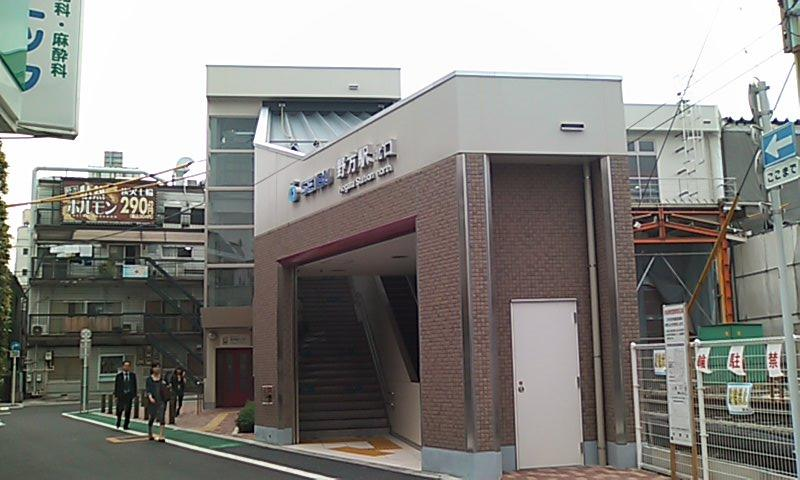
北口（2010年6月22日）

- 環七通り（東京都道318号環状七号線） - ホームの西武新宿側をアンダーパスで直交している。西武新宿線では数少ない立体交差の一つである。
- 野方警察署 野方駅前交番
- 野方WIZ
  - 中野区野方地域事務所
  - 野方区民活動センター
  - 中野区野方区民ホール
  - 中野野方五郵便局
- 東京都立中野工科高等学校
- 中野区立野方図書館
- 中野区立北原小学校
- 三菱UFJ銀行 野方支店
- 新日本木村ボクシングジム
- ベルボン 本社
- 東京めいらく 練馬営業所

## バス路線
駅周辺に野方駅、野方駅北口、野方駅入口（都営バスのみ野方駅南口）の3停留所が設置されており、このうち野方駅と野方駅北口が当駅への乗換停留所として案内されている。各路線の詳細については個別の記事を参照。

### 野方駅
駅南口から徒歩2分ほどの所にあり、これが当駅最寄りの停留所である。環七通りから当駅方面へ進み、突き当たりとなるT字路内に設置されている。全て関東バスによる運行。
のりば1
- 宿05：野方駅 - 野方三丁目 - 東京警察病院北門前 - 中野駅 - 堀越学園前 - 大久保駅 - 新宿駅西口行
- 中01：野方駅 - 野方三丁目 - 東京警察病院北門前 - 中野駅
- 中02：野方駅 - 大場通り - 東京警察病院北門前 - 中野駅(2024年6月現在運休中)
- 野方駅 - 大場通り - 阿佐谷営業所（2024年6月現在運休中）

のりば2
- 野方駅 - 野方三丁目 - 東京警察病院北門前 - 大場通り - 阿佐谷営業所

2011年11月15日まで停留所名称は「野方」であった。

### 野方駅北口
駅北口から徒歩5分ほどの環七通り上にあり、丸山陸橋と西武新宿線アンダーパスの間の側道に設置されている。注記がない場合は全て関東バスによる運行。
- 高10：高円寺駅北口 - 大場通り - 野方駅北口 - 豊玉南住宅 - 練馬駅（平日朝1往復のみ運行）
- 高60：高円寺駅北口 - 大場通り - 野方駅北口 - 豊玉中 - 練馬駅
- 高63：高円寺駅北口 - 大場通り - 野方駅北口 - 豊玉南住宅
- 高70：高円寺駅北口 - 野方駅北口 - 江古田二丁目 - 丸山営業所（朝1往復のみ運行）
- 赤31：高円寺駅北口 - 野方駅北口 - 豊玉中 - 大和町 - 赤羽駅東口（国際興業バスとの共同運行）
- 赤31-2：高円寺駅北口 - 野方駅北口 - 豊玉中 - 大和町 - 赤羽車庫（国際興業バス、平日最終1本のみ運行）
- K01/K02：中野駅 - 東京警察病院北門前 - 大場通り - 野方駅北口 - 鷺ノ宮駅入口 - 八成小学校（ - 井草一丁目：K02のみ）
- 中03：中野駅 - 東京警察病院北門前 - 大場通り - 野方駅北口  - 豊玉南住宅 - 練馬駅
- 王78：新宿駅西口 - 高円寺駅入口 - 野方駅北口 - 大和町 - 王子駅前（都営バス）
  - 早朝・夜間などに杉並車庫前発着便・大和町発着便もある。

高円寺 - 野方間はいずれの路線も環七通りを経由するが、赤31・赤31-2・王78は途中の大場通りと八幡前に停車しない他、北隣の野方消防署前にも停車しない。

## 連続立体交差事業
新宿線では、中井駅から当駅までの約2.4 km区間で連続立体交差事業（当該区間の地下化）を進めているが、2016年6月13日付の西武鉄道公式HPで新たに当駅と井荻駅付近の連続立体交差が計画されている。

## 隣の駅
西武鉄道

 新宿線
■拝島ライナー・■快速急行・■通勤急行・■急行・■準急
通過
■各駅停車
沼袋駅 (SS06) - 野方駅 (SS07) - 都立家政駅 (SS08)